# Brin d’Amour

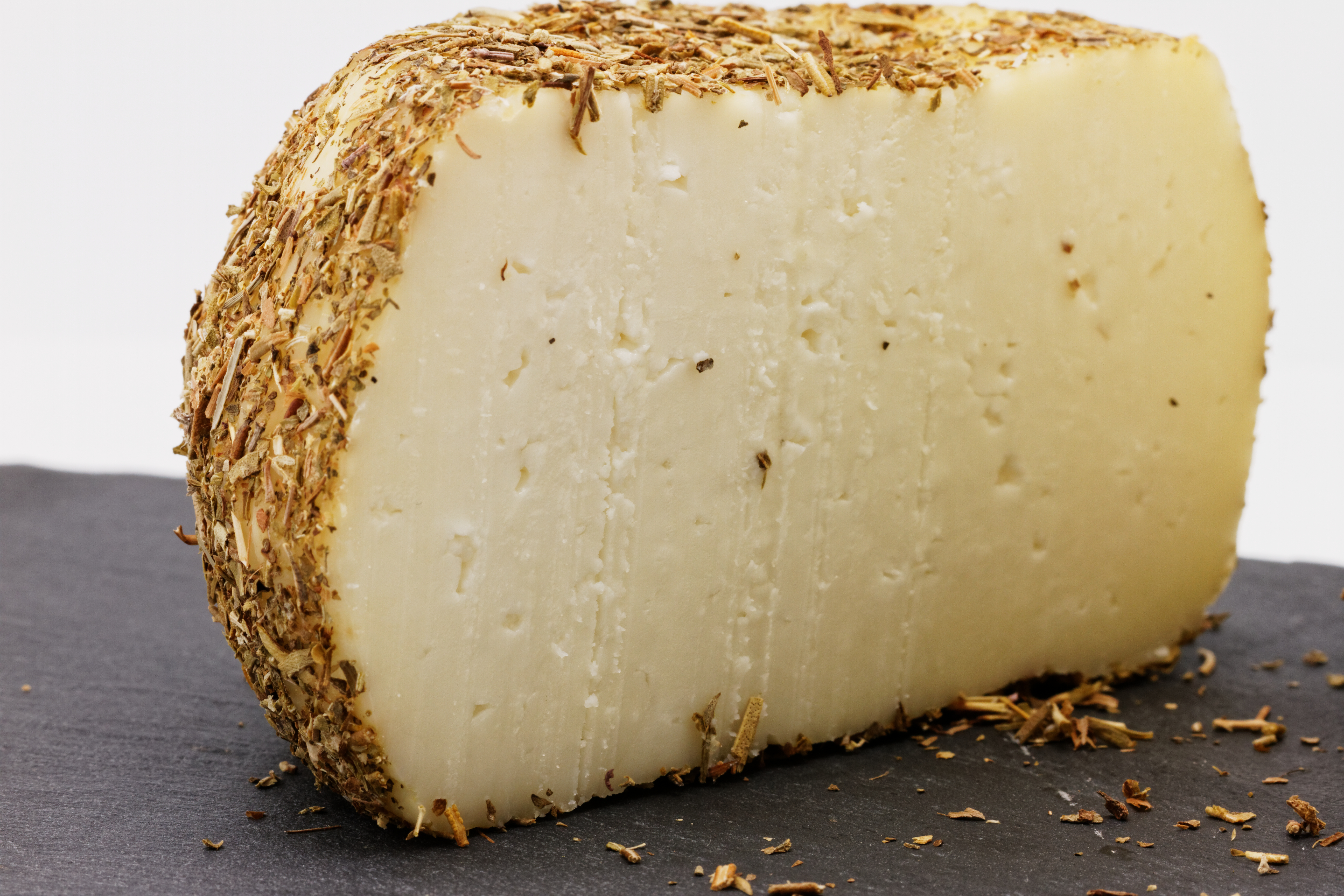

Der Brin d’Amour ist ein korsischer Rohmilchkäse aus Schafsmilch. Ebenso wie der Fleur du Maquis, ein anderer korsischer Käse, wird er mit den für den Maquis-Wald typischen Kräutern wie Bohnenkraut und Rosmarin bestreut. Der Käse duftet daher intensiv nach diesen getrockneten Kräutern.
Der Brin d’Amour ist ein sogenannter Artisanal-Käse. Der Hersteller muss die Milch seiner eigenen Tiere verarbeiten, darf aber anders als beim Fermier-Käse auch die Milch anderer Produzenten hinzukaufen. Der Teig des Käses ist elfenbeinfarbig und reift einen Monat.